# Terra d'Otranto (olio di oliva)

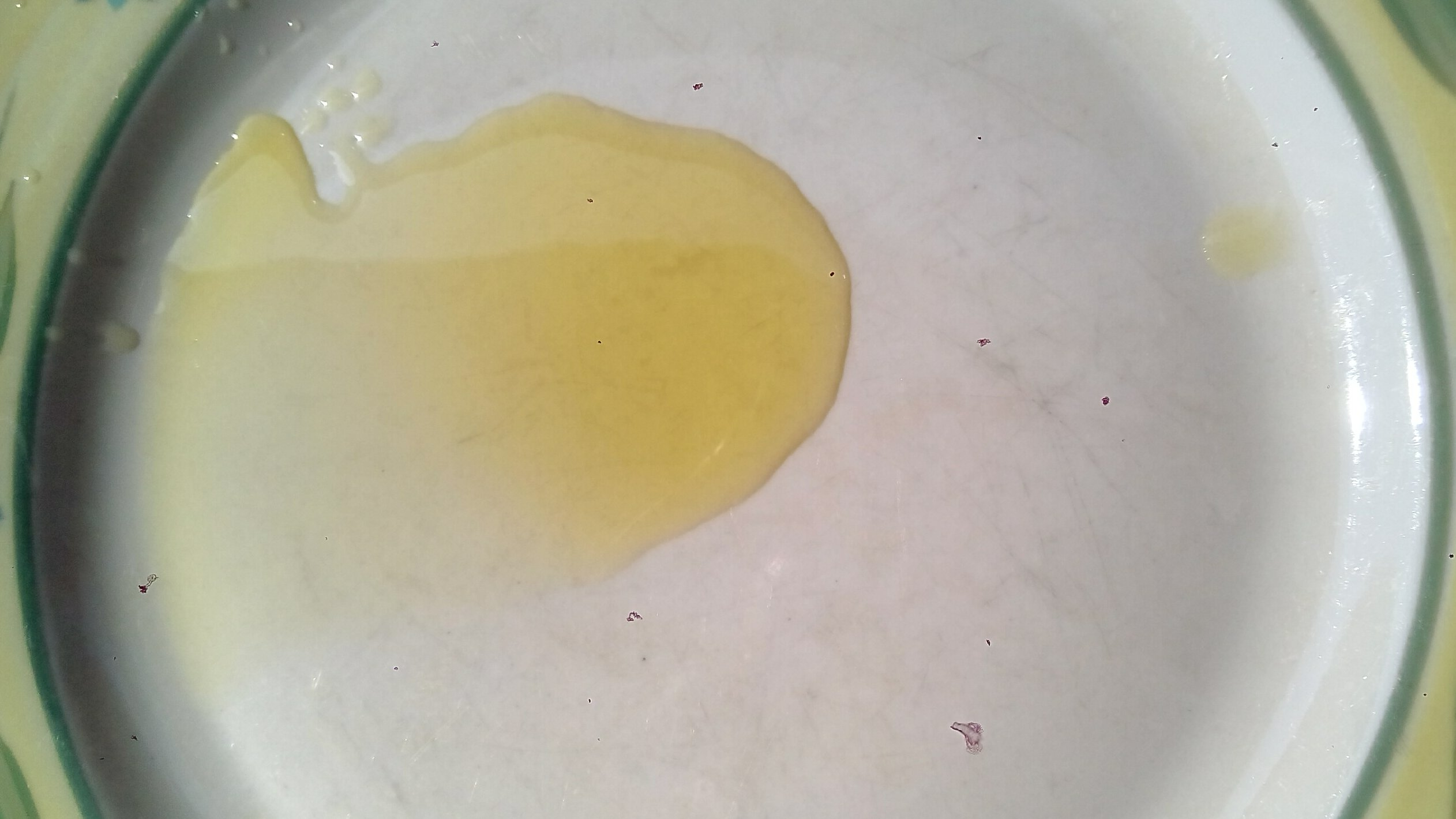
Sul Piatto

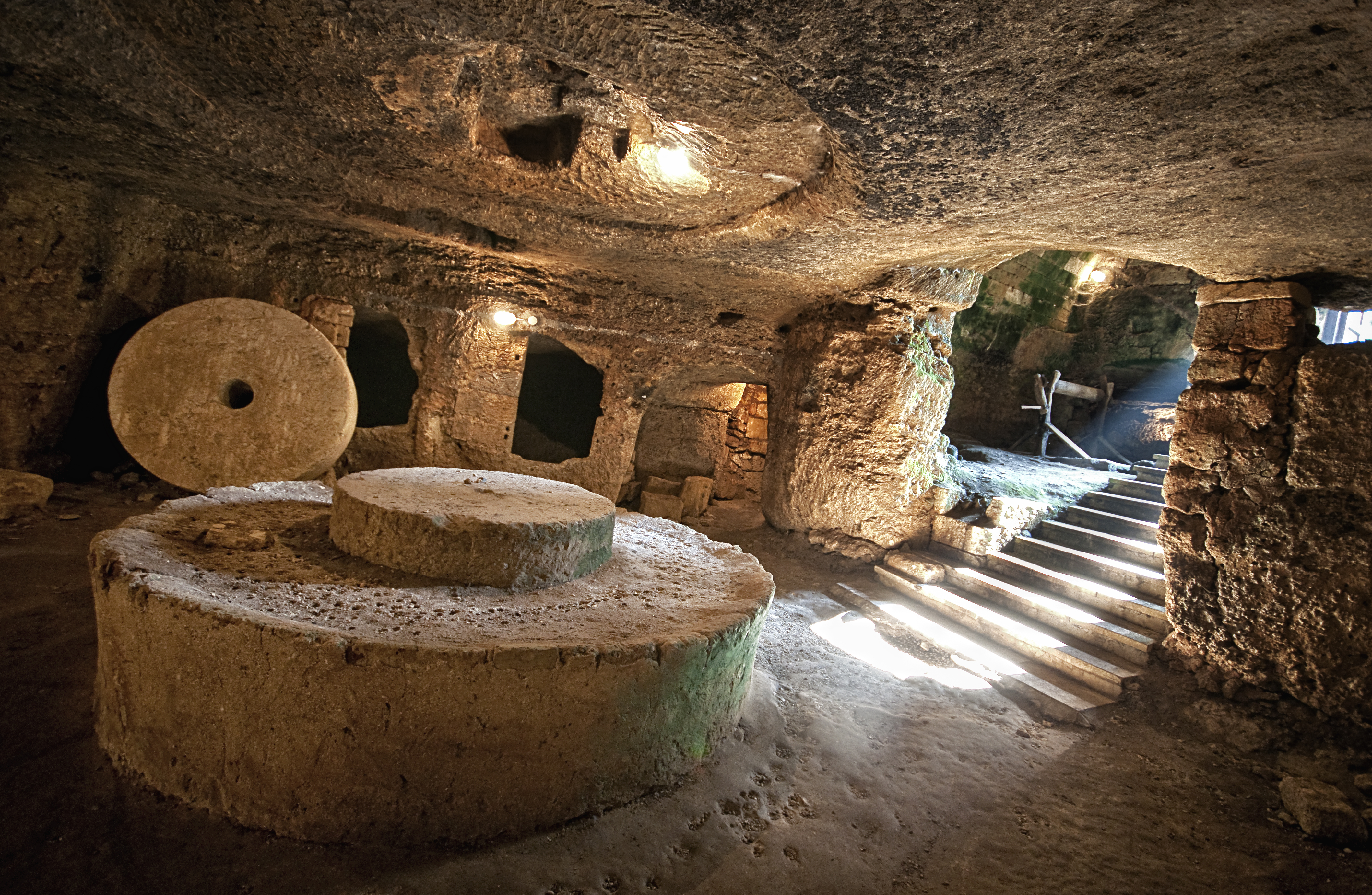
Frantoio Ipogeo nell'Abbazia di Cerrate

L'olio extravergine di oliva Terra d'Otranto è un olio d'oliva ottenuto dalle varietà di olivo Cellina di Nardò e Ogliarola presenti da sole o insieme, in percentuali variabili fra loro e in misura non inferiore all'60%. Il rimanente 40% è costituito da altre varietà minori presenti negli oliveti della zona di produzione.
Si caratterizza per il colore verde o giallo con leggero riflesso verde, una fluidità media, un odore con leggera sensazione di foglia, un sapore fruttato con media sensazione di amaro ed una leggera sensazione di piccante. Può essere un ottimo condimento su primi piatti a base di pasta di grano duro, verdure bollite e legumi, ma anche su secondi piatti di carne e di pesce.
Le operazioni di raccolta devono essere effettuate entro il 30 gennaio di ogni anno, distaccando le drupe direttamente dalla pianta a mano o con mezzi meccanici, mentre il trasporto al frantoio e le operazioni di olificazione devono avvenire entro due giorni dalla raccolta.
L'estrazione dell'olio ammette il solo ricorso a processi tradizionali sia meccanici che fisici, che non alterino le caratteristiche del prodotto. La lavorazione deve avvenire in frantoi dotati di impianti a ciclo continuo o a ciclo tradizionale con presse. L'olio può essere conservato in ambienti freschi e asciutti ad una temperatura compresa tra i 14 °C e i 20 °C, lontano da fonti di calore.
L'olio extravergine di oliva Terra d'Otranto, è prodotto con le olive coltivate e trasformate nei comuni della Provincia di Lecce, della parte orientale della Provincia di Taranto e nei comuni di Brindisi, Cellino San Marco, Erchie, Francavilla Fontana, Latiano, Mesagne, Oria, San Donaci, San Pancrazio Salentino, San Pietro Vernotico, Torchiarolo e Torre Santa Susanna.
Sono idonei gli olivi posti in terreni di origine calcarea situati entro il limite altimetrico di 517 metri sul livello del mare, con una densità massima di 400 piante per ettaro. La coltivazione dell'olivo nella zona fu introdotta con le colonizzazioni greche e fenice, ma furono i monaci Basilani ad avviare il primo fiorente mercato dell'olio.